# 佛罗伦萨站
佛罗伦萨站是一座布拉格地铁B线和C线的地铁站。此处可抵达布拉格佛罗伦萨汽车站。